# 雙線麗鰻
雙線麗鰻為輻鰭魚綱鰻鱺目糯鰻亞目蛇鰻科的其中一種，分布於西大西洋區的加勒比海諸島至中南美洲海域及東大西洋聖赫勒拿島及阿森松岛海域，棲息深度1-22公尺，體長可達170公分，棲息在沙底質海域，屬肉食性。

## 擴展閱讀
維基物種上的相關：雙線麗鰻